# Cipango
Cipango o Zipango es el antiguo nombre dado por los europeos y chinos a Japón en la Baja Edad Media y durante la Edad Moderna. El término proviene del nombre original de Japón, pasado a través de su adaptación al antiguo chino mandarín:
| Japonés antiguo | Chino medio  | Pekinés antiguo           | Lenguas europeas                   | Japonés moderno |
| --------------- | ------------ | ------------------------- | ---------------------------------- | --------------- |
| Nippon-         | > *Nibon-guo | > Rìbĕn-guó . [ʐɪb̥̥ən g̥wo] | > Zipango [zipan go] Japan [ʒəpan] | Nihon-          |
En el paso del chino medio al antiguo mandarín diversos dialectos presentan confusiones entre /n/ y /ʐ/. Este segundo fonema que representa una fricativa retrofleja sonora se resolvió en fricativa palatal /ʒ/ (Japan, Japón) o fricativa alveolar sonora /z/ (Zipango). Sin embargo, debe aclararse que el término Nippon, aun siendo una palabra japonesa, no se refería a todo el país, sino que la unidad de Japón fue posterior a la adopción del término chino Rìbĕn-guó para designar a todo Japón.

## Influencia histórica

### Marco Polo

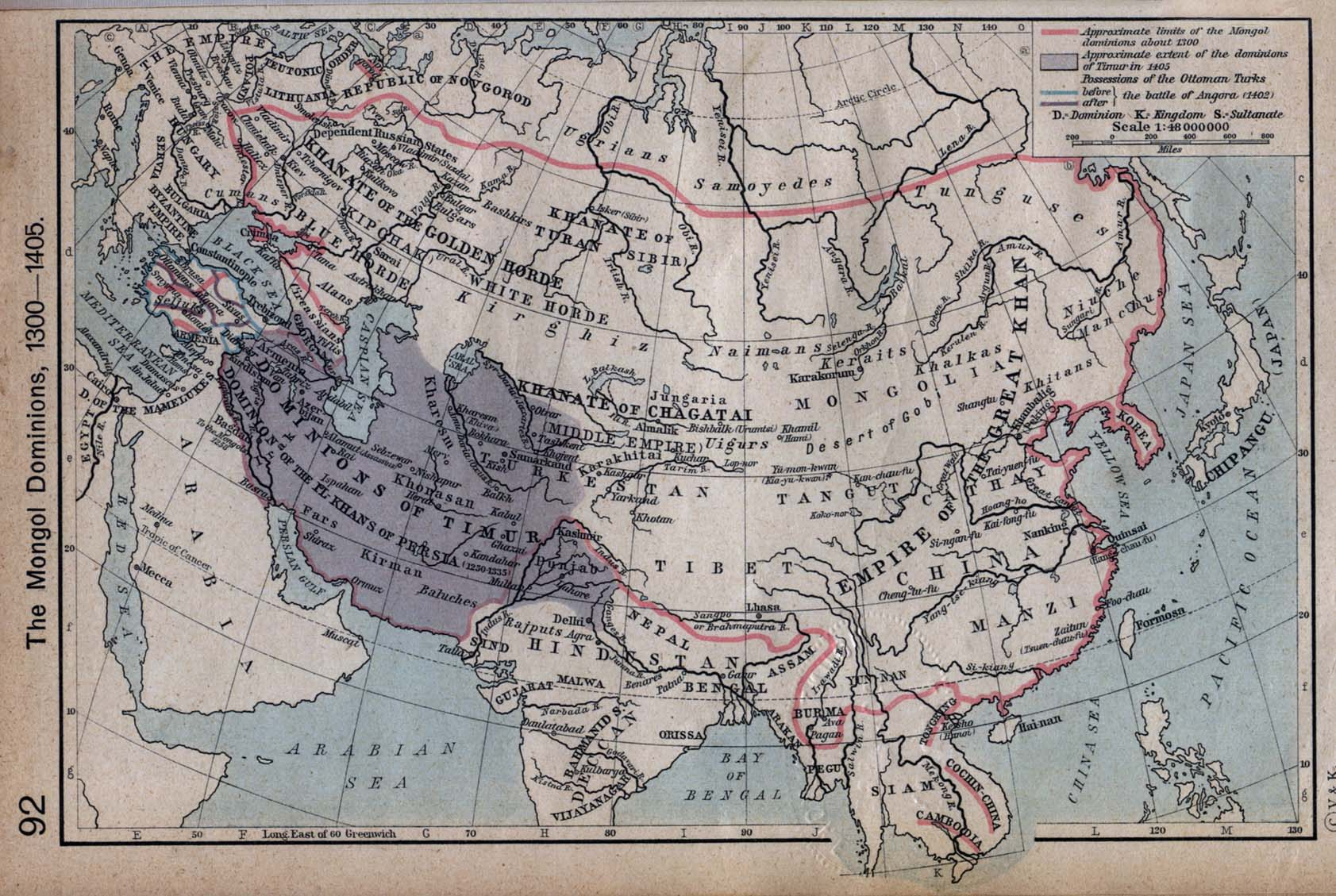
Mapa de los dominios mongoles, entre 1300 y 1405

En el siglo XIII, el mercader veneciano Marco Polo fue uno de los primeros europeos en recorrer toda la ruta de la seda, hasta la actual China. Las memorias de sus viajes fueron compiladas en el libro Il Milione («El millón») o Libro de las maravillas en donde se describen las singularidades de los diversos territorios y ciudades que este ha visitado. Aunque Marco Polo no pasó más allá de China, en su libro aparecen varias referencias sobre la isla de Cipango.
Según Marco Polo, Cipango era una isla muy grande que se hallaba en el mar de China, a 1500 millas de la costa y que se encontraba habitada por indígenas blancos e idólatras, que no estaban bajo el yugo de ningún monarca extranjero. En el libro de las maravillas se destaca la riqueza incalculable que poseía dicho territorio, ya que el propio señor de la isla contaba con un gran palacio recubierto enteramente en oro. Incluso los pisos de dicho palacio también estaban hechos con oro de un espesor de más de dos dedos. En aquella isla además podían encontrarse piedras preciosas y perlas rosadas, que eran tan o más valiosas que las perlas blancas. Sin embargo, todas estas riquezas no eran explotadas por ningún mercader extranjero. Alrededor de Cipango se encontraban numerosas islas, unas 7500 aproximadamente, según el cálculo de los navegantes que conocían la zona. Algunas de ellas estaban habitadas y todas poseían árboles de especias y gran cantidad de oro, sin embargo, su ubicación era tan distante que muy pocos navegantes viajaban hacia ellas. El viaje desde Cantón hasta dichas islas consumía a los pilotos un año de navegación, pues los vientos para ir hasta allí les eran favorables durante el invierno, mientras que para regresar debían esperar la llegada de los vientos de verano.
Continuando con el relato de Marco Polo, el Gran Kan del Imperio mongol, Kublai, tentado por la gran riqueza de Cipango envió, en el año 1269, una flota con el objetivo de invadir la isla. Cuando las tropas mongolas apenas iniciaban la ocupación del territorio, una gran tormenta azotó a los barcos anclados en la costa, por lo que muchos soldados decidieron refugiarse en las naves y escapar antes de que la flota fuese totalmente destruida. De esta retirada, unos 30 000 hombres quedaron náufragos en una isla vecina de menor tamaño y algunos otros lograron regresar a la costa de China. Enterado de esta situación, el señor de Cipango envió una flota a esta isla para liquidar a los sobrevivientes; sin embargo, cuando las tropas cipanesas desembarcaron y se adentraron en el territorio en busca de los mongoles, estos aprovecharon la ocasión para arrebatarles los barcos que habían dejado indefensos y con ellos dirigirse rumbo a la isla mayor. Una vez allí, enarbolaron el estandarte del señor de la isla y de esta manera lograron ingresar pacíficamente en la ciudad capital, la cual lograron tomar sin problemas, ya que los hombres que encontraron allí eran únicamente ancianos. Al descubrir la maniobra de los hombres del Gran Kan, el señor de Cipango organizó un sitio contra la ciudad que se mantuvo durante siete meses, tras lo cual los mongoles se rindieron a cambio de que se les perdonara la vida, finalizando allí la campaña del Gran Kan contra la isla de Cipango.

### Cristóbal Colón

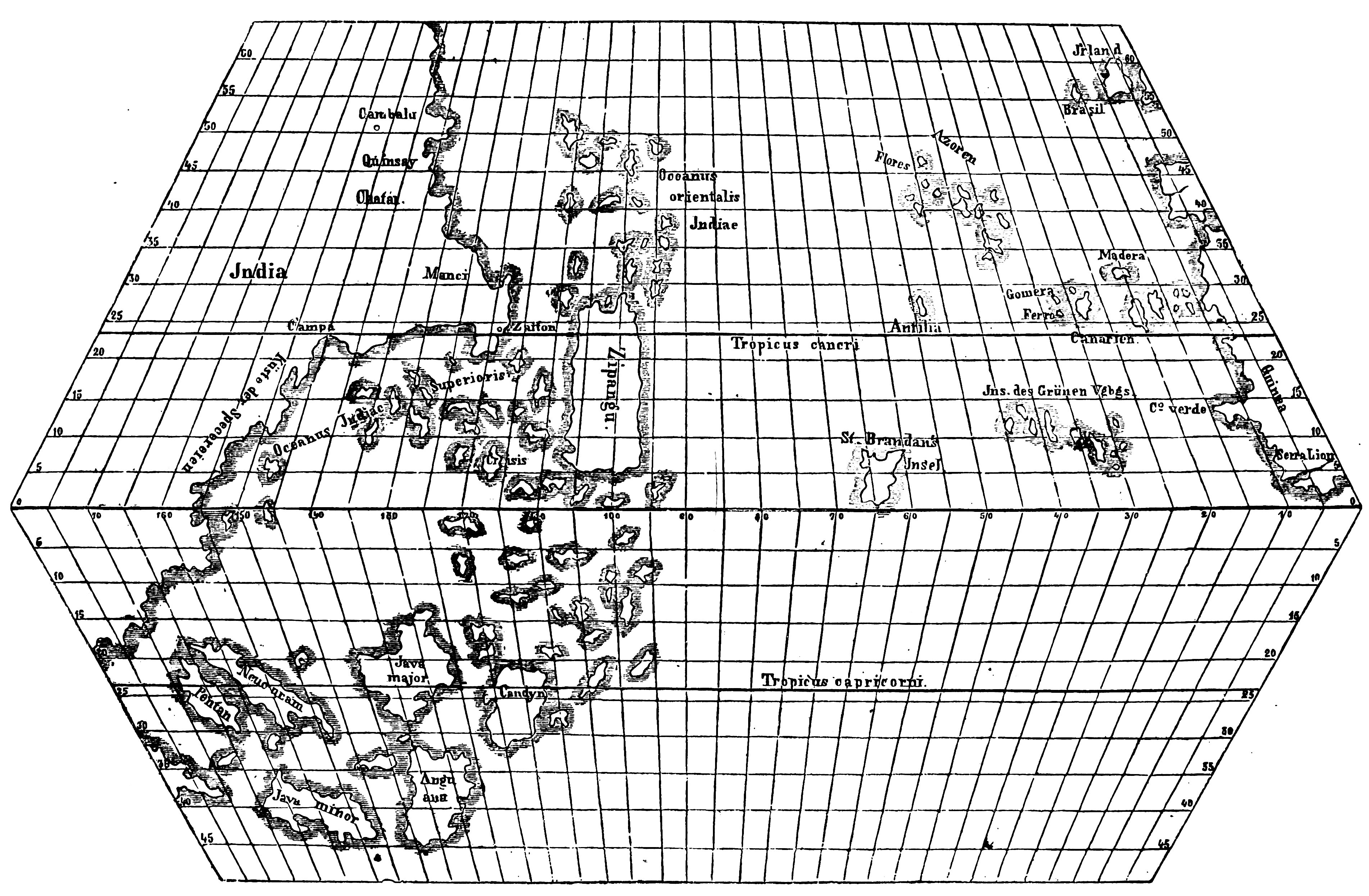
Reconstruction hipotética del mapa de Toscanelli realizada en 1898

Uno de los primeros hombres sabios en atribuir importancia a los testimonios de Marco Polo, fue el matemático, astrónomo, cosmógrafo y médico florentino Paolo dal Pozzo Toscanelli, quien estaba sumamente interesado en determinar la distancia que había entre las costas de Asia y Europa, considerando que América aún no existía para los europeos. La esfericidad de la Tierra y la concerniente posibilidad de realizar un viaje directo por mar desde Europa hacia el Extremo Oriente ya había sido planteada en el siglo IV a. C. por el filósofo y científico griego Aristóteles. A petición del rey Alfonso V de Portugal, Toscanelli expresó su convicción de que la manera más directa de alcanzar Catay y Cipango era navegar directamente hacia el oeste, en lugar de bordear las costas de África, como lo venían haciendo los portugueses sin mayores resultados. Cristóbal Colón tuvo acceso a una copia de esta carta, lo cual le proporcionó mayores nociones sobre la supuesta geografía de la Tierra.
Basándose en las longitudes de Marco Polo, Toscanelli ubicaba la costa oriental asiática unos 30° más hacia el Este que el geógrafo greco-egipcio Claudio Ptolomeo, por lo tanto, la distancia entre Portugal y China debía ser de unas 5000 millas, o 3500 millas hasta Cipango, eso sin tener en cuenta a la mítica isla de Antilia, supuestamente ubicada a mitad de camino y que podría ser utilizada como descanso para los viajeros. Colón, sin embargo, confundiendo la milla árabe con la italiana, calculó los grados que separaban ambas costas como si estuvieran a un cuarto de la distancia real, lo que le hizo suponer que de las islas Canarias a Cipango solo debían existir unos 4450 kilómetros, cuando en realidad existen unos 19600 kilómetros.
Esta teoría, sumada a diversos indicios que le habrían confirmado la existencia de una tierra ubicada al oeste, convencieron a Colón para presentar su proyecto, inicialmente al rey de Portugal y luego a los reyes de Castilla. Ambas coronas desestimaron la solicitud de Colón, sin embargo, cuando este se disponía a viajar a Francia, sus aliados lograron revertir la decisión de los reyes españoles, quienes finalmente aprobaron la empresa.

### El descubrimiento de América

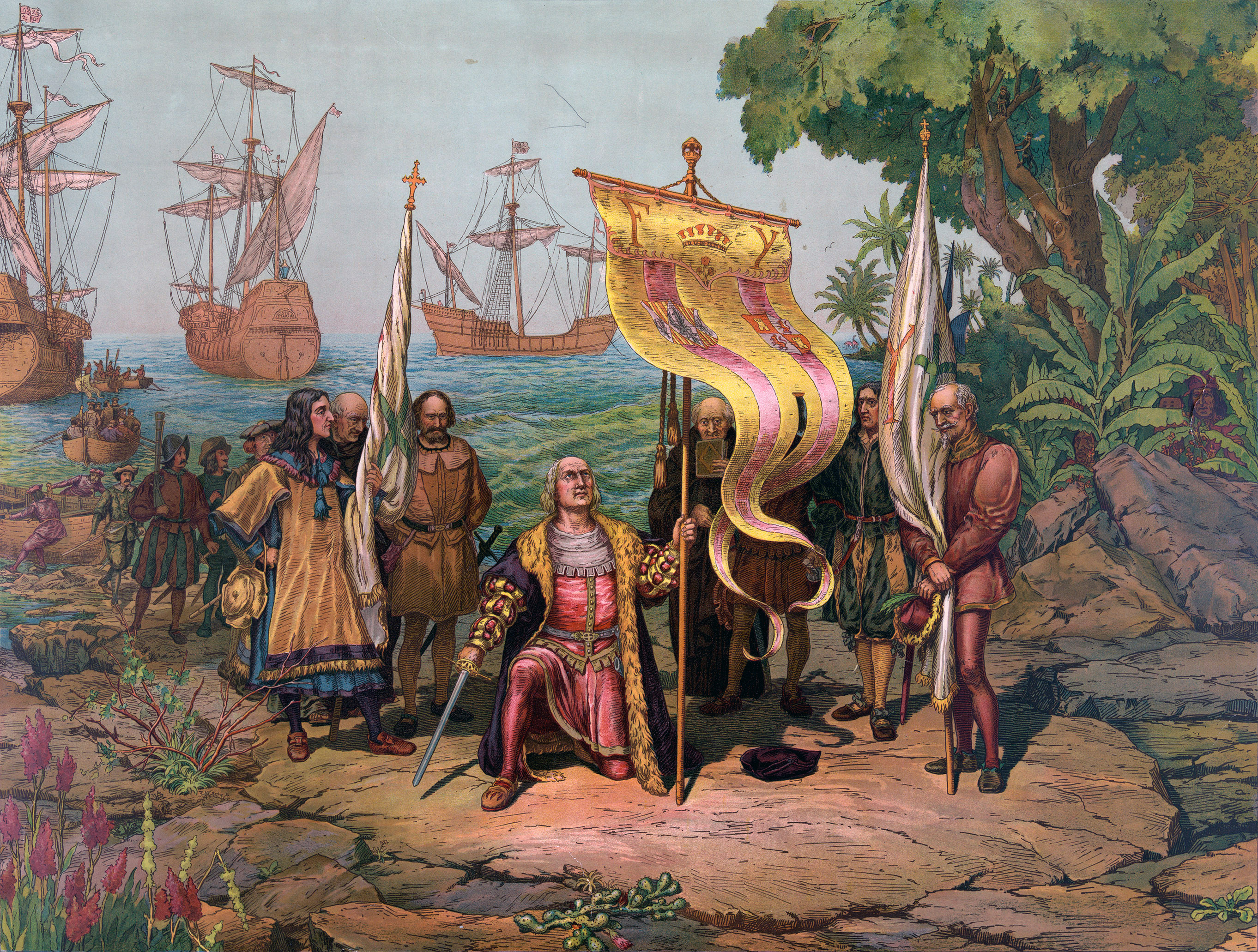
Representación del desembarco de Colón en Guanahani inspirada en el relato de Bartolomé de las Casas (1893).

La expedición encabezada por Cristóbal Colón partió de la ciudad de Palos de la Frontera el 3 de agosto de 1492 y arribó a las Bahamas el 12 de octubre de ese mismo año. Una vez allí Colón dispuso explorar la zona, suponiendo que estaba en medio del archipiélago asiático descrito por Marco Polo. Guiado por esta misma idea es que Colón llama indios a los aborígenes americanos, errónea denominación que actualmente se mantiene.
Los nativos informaron a los europeos sobre la existencia de una isla grande a la que ellos llamaban Colba (Cuba) que en un primer momento Colón identificó como Cipango. La expedición arribó a Cuba el 28 de octubre, la isla fue bautizada por los europeos con el nombre de Juana, en honor a la hija de los reyes católicos y allí Colón afirmó que estaba a tan solo diez días de viaje de la costa de Cathay (China). Sin embargo, al no encontrar ninguna riqueza o civilización sofisticada, el almirante se inclinó a pensar que Cuba era en realidad parte de la tierra firme continental y que Cipango debía estar hacia el sudeste. Al descubrimiento de Cuba le seguirá el de la isla La Española, donde los europeos tampoco hallaron las incalculables riquezas mencionadas por Marco Polo.
Mientras Colón seguía buscando una tierra hacia el este que los nativos de La Española llamaban Cibao y de donde supuestamente obtenían grandes cantidades de oro, se produjo un accidente en el que encalló la nave Santa María, cuyos restos fueron utilizados para construir la primera colonia europea de América: el Fuerte de Navidad. Este hecho determinó el fin de la exploración y el inicio del viaje de regreso a la ciudad de Palos, que se produjo entre el 4 de enero y 15 de marzo de 1493. Tras el éxito de esta empresa, los Reyes Católicos confirmaron todos los privilegios conferidos a Colón según las Capitulaciones de Santa Fe.
En el segundo viaje de Colón se profundizó la exploración de las islas del Caribe, mientras que en el tercer viaje, tras no hallar ninguna riqueza significativa en las travesías anteriores, se priorizó la búsqueda de tierra firme. Dicho objetivo se cumplió parcialmente, aunque no con el arribo al Extremo Oriente, sino con el descubrimiento de la actual costa venezolana en Sudamérica.
El cuarto y último viaje de Colón (1502-1504) se produce poco antes de su muerte, privado ya de gran parte de sus títulos y privilegios. Por aquel entonces, los portugueses habían logrado arribar a la India bordeando África y se encaminaban a explorar las tierras ubicadas en el Atlántico Sur, destacándose el descubrimiento de la inicialmente bautizada isla de la Vera Cruz (hoy Brasil), que en verdad era una parte del continente sudamericano. El objetivo primordial de este viaje de Colón sería navegar hacia el sudoeste hasta las islas de las Especias (Indonesia) y para ello la expedición bordeó infructuosamente toda la costa de Honduras, Nicaragua, Costa Rica y Panamá en busca de un inexistente estrecho que nunca encontraron.
En 1504, se hizo pública una carta de Américo Vespucio a Lorenzo de Médicis en la que le narraba sus viajes por la costa de Sudamérica a bordo de naves portuguesas y en la que expresaba su convencimiento de que entre Europa y Asia existía un nuevo continente (Nuevo Mundo). Cristóbal Colón falleció en 1506 y un año después, el cosmógrafo alemán Martin Waldseemüller editó un planisferio llamado Universalis Cosmographia, incluyendo al nuevo continente y proponiendo el nombre de América, ya que Américo Vespucio había sido quien lo había reconocido como tal.

### Contacto con Occidente
El primer contacto directo entre Japón (Cipango) y Europa se produce finalmente en 1542, cuando un naufragio lleva a que tres marinos portugueses desembarquen en las islas niponas. Un año después se produce el arribo de un navío portugués a la bahía de Tanegashima. De este primer encuentro entre el Japón y Occidente se destaca el descubrimiento del arcabuz por parte de los nipones, importante arma de fuego que jugó un papel crucial en las campañas expansionistas de Europa. En esta primera etapa de contacto también tiene una gran importancia la acción de las misiones evangelizadoras enviadas desde España y Portugal.